# Outsider
Pour les articles homonymes, voir Outsider (homonymie).
Outsider  est un mot anglais qui signifie « celui qui est en dehors ». Il renvoie à une équipe ou à un individu placé en situation de compétition avec d'autres et qui pourrait gagner en dépit des pronostics.

## Image
L'image du Petit Poucet est parfois reprise comme synonyme d'outsider : telle équipe de football est le Petit Poucet (l'outsider) de la compétition.

## Marketing
Outsider est également le positionnement d'une marque par opposition au Leader.

## Sports
En français, dans le sport hippique, il désigne un cheval « qui, sans être compté au nombre des favoris, est susceptible de figurer en bonne place à l'issue d'une course ».
Lors de la Coupe du monde de football 2010, il y avait dans la poule G le Portugal (quatrième du Mondial précédent), la Côte d'Ivoire (une des meilleures équipes africaines) et le Brésil (cinq fois champion du Monde). La quatrième équipe du groupe était la Corée du Nord (deuxième participation au Mondial). Cette dernière était en position d'outsider[pertinence contestée].

## Art
- Outsider désigne également un mouvement artistique, l'Art Outsider, et les artistes qui y sont affiliés. C'est l'équivalent anglo-saxon de l'Art brut.
- Outsider est l'un des titres de l'album FLIP (Deluxe) de Lomepal, sorti en 2017.
- Outsider est un album de Three Days Grace, sorti en 2018.
- Outsider est le 6e album solo de Roger Taylor, sorti en 2021.
- Outsider est le titre du deuxième LP du rappeur Français Usky, et de la chanson éponyme se trouvant sur ce même LP.
- Outsider est un roman de Stephen King paru en 2018 et l'année suivante en français.
- L'Outsider est un film  de Christophe Barratier sorti en 2016.
- L'Outsider est un être surnaturel fictif de la franchise Dishonored d'Arkane Studios.